# A Konyhafőnök VIP
A Konyhafőnök VIP az RTL 2017. március 27-én indult magyar televíziós főzőshowja, A Konyhafőnök celebes változata. 
A műsorvezető Fördős Zé. A műsor főnyereménye eddig mind a 7 évadban 10 millió forint volt.

## Évadok
| Évad | Évad | Részek száma | Versenyzők | Sugárzás           | Sugárzás           | Győztes         | Második helyezett | Harmadik helyezett | Zsűri                                 | Eredeti adó |
| Évad | Évad | Részek száma | Versenyzők | Évadbemutató       | Évadzáró           | Győztes         | Második helyezett | Harmadik helyezett | Zsűri                                 | Eredeti adó |
| ---- | ---- | ------------ | ---------- | ------------------ | ------------------ | --------------- | ----------------- | ------------------ | ------------------------------------- | ----------- |
|      | 1    | 23           | 27         | 2017. március 27.  | 2017. április 28.  | Gáspár Bea      | Kovács Katalin    | Nagy Ervin         | Fördős Zé Sárközi Ákos Wossala Rozina |             |
|      | 2    | 28           | 33         | 2017. október 16.  | 2017. november 24. | Dobó Ágnes      | Anger Zsolt       | Bundy Gergő        | Fördős Zé Sárközi Ákos Wossala Rozina |             |
|      | 3    | 30           | 40         | 2018. november 12. | 2018. december 21. | Király Péter    | Risztov Éva       | Peller Mariann     | Fördős Zé Sárközi Ákos Rácz Jenő      |             |
|      | 4    | 30           | 36         | 2019. november 11. | 2019. december 20. | Sztarenki Dóra  | Róka Adrienne     | Mihalik Enikő      | Fördős Zé Sárközi Ákos Rácz Jenő      |             |
|      | 5    | 30           | 30         | 2020. november 9.  | 2020. december 18. | Feke Pál        | Pokorny Lia       | Horváth Sisa Anna  | Fördős Zé Sárközi Ákos Rácz Jenő      |             |
|      | 6    | 29           | 30         | 2021. november 15. | 2021. december 23. | Tornóczky Anita | Németh Kristóf    | Tóth Vera          | Fördős Zé Sárközi Ákos Rácz Jenő      |             |
|      | 7    | 35           | 36         | 2022. november 7.  | 2022. december 23. | Dobos Evelin    | Kardos Eszter     | Ripli Zsuzsanna    | Fördős Zé Sárközi Ákos Rácz Jenő      |             |

## Szereplők
| 1. évad (2017) | 2. évad (2017) | 3. évad (2018) | 4. évad (2019) |
| --- | --- | --- | --- |
| 1. Gáspár Bea 2. Kovács Katalin 3. Nagy Ervin 4. Sváby András 5. Peller Anna 6. Szabó Győző Kiestek a középdöntőben: - Hajdu Steve - Keleti Andrea - Koholák Alexandra Kiestek az elődöntőkben: - Angyal András - Czutor Zoltán - Csollány Szilveszter - Danics Dóra - Dombóvári Vanda - Eke Angéla - Epres Panni - Faragó András - Gorbunov Dmitrij - Horváth Éva - Kocsis Korinna - Laky Zsuzsanna - Sári Éva - Tarján Zsófia - Tóth Szabolcs - Törőcsik Dániel - Winkler Róbert - Zsidró Tamás                                                                        | 1. Dobó Ágnes 2. Anger Zsolt 3. Bundy Gergő 4. Lakatos Márk 5. Szabados Ágnes 6. Horváth Éva (az első évadból) Kiestek a középdöntőben: - Csordás Ákos - Dombi Rudolf - Király Péter (feladta) - Lola - Lotfi Begi - Polgár Krisztina - Szabó Simon - Szabó Zsófia Kiestek az elődöntőkben: - Bálint Ádám - Erdélyi Tímea - Haumann Máté - Iszak Eszter - Jakupcsek Gabriella - Kálmán Olga - Kováts Vera - Kökény Attila - Mérai Katalin - Nébald Olivér - Nyári Alíz - Szabó Sipos Barnabás - Szunai Linda - Ungár Anikó - Vágó Piros - Valkó Eszter - Varga Viktor - Verrasztó Dávid - Walkó Csaba | 1. Király Péter 2. Risztov Éva 3. Peller Mariann 4. Panyik Anita 5. Csocsesz 6. Soma Mamagésa Kiestek a középdöntőben: - Nádai Anikó - Kiss Ramóna - Kovács Dóra - Kabát Péter - Józan László - Tomán Szabina Kiestek az elődöntőben: - Dammak Jázmin - Détár Enikő - Deutsch Anita - Ernyey Béla - Fehér Balázs - Jaskó Bálint - Kocsis Dénes - Markó Róbert - Som-Balogh Edina - Szani Roland - Szentesi Éva - Vajda Attila Kiestek a válogatóban: - Barabás Kiss Zoltán - Bebe - Cicciolina - Fejős Éva - Gyebnár Csekka - Halász Klaudia - Hevesi Kriszta - Homonnay Zsolt - Horti Gábor - Jaksity Kata - Náray Erika - Papadimitriu Athina - Pauman Dániel - Szarvas Attila - Szécsi Zoltán - Tücsi | 1. Sztarenki Dóra 2. Róka Adrienne 3. Mihalik Enikő 4. Gerendásy Gábor 5. Kiss András 6. Sánta László Kiestek a középdöntőben: - Domokos László - Demeter Alexandra - Görgényi Fruzsina - Rippel Ferenc - Rubint Réka - Sipos Tamás Kiestek az elődöntőben: - Cinthya Dictator - Cooky - Császár Előd - Lukács Mikike - Nagy Bogi - Nagy Zsolt - Nyári Dia - Solti Ádám - Taka - Tihanyi Péter - Vámosi Viktória - Varga Győző Kiestek a válogatóban: - Cserpes Laura - Delhusa Gjon - Gajdos Tamás - Gesztesi Máté - Kammerer Zoltán - Kiss Péter Balázs - Miss Bee - Molnár Andrea - Oláh Gergő - Vasvári Vivien - Verebes Linda - Völgyi Zsuzsi |
| 5. évad (2020) | 6. évad (2021) | 7. évad (2022) | |
| 1. Feke Pál 2. Pokorny Lia 3. Horváth Sisa Anna 4. Serbán Attila 5. Oroszlán Szonja 6. Nagy Alexandra Kiestek a középdöntőben: - Bódi Sylvi - Hódi Pamela - Hujber Ferenc - Király Linda - Palya Bea - Varga Miklós Kiestek az elődöntőben: - Béres Anett - Horváth Cintia - Járó Zsuzsa - Megyeri Csilla - Rezes Judit - Sáfrány Emese - Sipos Péter - Vastag Tamás - Völgyesi Gabriella - Zdroba Patrik Kiestek a válogatóban: - Abaházi Csaba - Balázs Andrea - Bárdosi Sándor - Budai Zsuzsi - Erdei Zsolt - Ganxsta Zolee - Gergely Róbert - Zuber Krisztián 'Inti' | 1. Tornóczky Anita 2. Németh Kristóf 3. Tóth Vera 4. Görög Zita 5. Gyenesei Leila 6. Schóbert Norbert Kiestek a középdöntőben: - Csonka András - Muri Enikő - Nagy Sándor - Osvárt Andrea - Rába Tímea - Szandi Kiestek az elődöntőben: - Barát Attila - Gubik Petra - Marót Viki - Molnár Nini - Ollári Róbert - Szorcsik Viktória - Uszkó László - Varga Izabella - Vásáry André - Zámbó Krisztián Kiestek a válogatóban: - Erdőhegyi Brigitta - Éliás Gyula Jr. - Gyulai Viki - Lakatos Levente - Palácsik Lilla - Pars Krisztián - Szarvas Andi - Voksán Virág                                    | 1. Dobos Evelin 2. Kardos Eszter 3. Ripli Zsuzsanna 4. Járai Máté 5. Osváth Zsolt 6. Kármán Odett Kiestek a középdöntőben: - Élő Marci - Fésűs Nelly - Geszler Dorottya - Kollányi Zsuzsi - Nagy Zsolt - Pirner Alma Kiestek az elődöntőben: - Filipánics Bálint - Hajmásy Péter - Kiss Virág - Kustánczi Lia - Mardoll - Nagy Viktor - Rubint Rella - Somfai Péter - Takács Zsuzsi - Tokár Tamás Kiestek a táborban: - Badár Sándor - Bogdányi Titanilla - Brindzik Zsolt - Elek Péter - Kamarás Norbert - Ódor Kristóf - Tihanyi-Tóth Csaba Kiestek a válogatóban: - Ada - Bellus István - Kálid Artúr - Kéri Kitty - Patai Anna - Szinetár Dóra - Xantus Barbara                                      | |